# Newport Tower (Jersey City)
La Newport Tower (también conocida como Newport Office Center II y 525 Washington Boulevard) es un edificio en el barrio Newport de Jersey City (Estados Unidos). Es el séptimo edificio más alto de la ciudad y el octavo más alto de Nueva Jersey. Con 37 pisos y 162 m de altura, está conectado a un centro comercial (llamado Newport Center Mall) dentro del complejo. Este es una de las pocas instalaciones comerciales regionales cerradas en el condado de Hudson. El edificio fue desarrollado por Melvin Simon & Associates en 1990. Está al lado del río Hudson, casi enfrente del World Financial Center en Manhattan. La Newport Tower es un edificio de estilo moderno. Es similar en apariencia a la Torre Willis, (anteriormente conocida como Torre Sears) en Chicago.
La torre recibió un lavado de cara en el verano de 2005; Se instalaron paneles de madera en las paredes del vestíbulo y se agregaron pantallas de anuncios LCD en los ascensores. La columnata frente al edificio se eliminó en julio de 2008. En septiembre de 2009 se instaló en el edificio un nuevo sistema de gestión de ascensores, Schindler ID.
El 19 de octubre de 2011, Multi-Employer Property Trust compró Newport Tower de Brookfield Properties por 377,5 millones de dólares. Brookfield Properties tomó posesión de Newport Tower en junio de 2006 después de la adquisición de Trizec Properties por 4800 millones.